# Abe Shu
Shu Abe (sinh ngày 7 tháng 6 năm 1984) là một cầu thủ bóng đá người Nhật Bản.

## Sự nghiệp câu lạc bộ
Shu Abe đã từng chơi cho Kashiwa Reysol và Avispa Fukuoka.